# Marsala Volley
Il Marsala Volley è una società pallavolistica femminile italiana con sede a Marsala: milita nel campionato di Serie A2.

## Rosa 2022-2023
| N° | Nome                 | Ruolo | Data di nascita   | Nazionalità sportiva |
| -- | -------------------- | ----- | ----------------- | -------------------- |
| 1  | Giulia Orlandi       | P     | 29 gennaio 2004   | Italia               |
| 2  | Diana Spano          | O     | 18 gennaio 1999   | Italia               |
| 3  | Elisa D'Este         | C     | 25 luglio 2002    | Italia               |
| 5  | Maria Chiara Norgini | L     | 11 settembre 1998 | Italia               |
| 6  | Monika Šalkuté       | S     | 3 maggio 1993     | Lituania             |
| 7  | Merle Baasdam        | O     | 12 novembre 1998  | Paesi Bassi          |
| 9  | Francesca Guarena    | C     | 9 ottobre 2003    | Italia               |
| 11 | Matilde Frigerio     | C     | 3 febbraio 2002   | Italia               |
| 13 | Elisa Garofalo       | S     | 10 aprile 2002    | Italia               |
| 14 | Serena Moneta        | S     | 17 dicembre 1990  | Italia               |
| 16 | Chiara Ghibaudo      | P     | 25 dicembre 2003  | Italia               |
| 18 | Katarina Bulović     | S     | 19 gennaio 2002   | Italia               |